# Heptageniidae
Heptageniidae o ecdionúridos (Ecdyonuridae) es una familia de efímeras con alrededor de 500 especies descritas de distribución fundamentalmente holártica. Son generalmente efímeras bastante pequeñas con dos largas colas. Las alas son normalmente claras, con una venación prominente, aunque se conocen especies con alas multicolores. Como sucede con la mayoría de las efímeras, los machos tienen grandes ojos compuestos pero no divididos en partes superiores e inferiores (el grupo es denominado a veces como efímeras de cabeza plana, flat-headed mayflies en inglés).
Los heptageníidos se alimentan principalmente en arroyos rápidos (un nombre común alternativo es efímeras de los arroyos (stream mayflies en inglés)), pero algunas especies frecuentan aguas tranquilas. Las ninfas presentan una forma aplanada y son normalmente de color oscuro. Usan una amplia variedad de recursos alimentarios de modo que se conocen especies herbívoras, carroñeras y depredadoras.